# Guido Buffarini Guidi
Guido Buffarini Guidi (n. 17 august 1895, Pisa, Toscana, Italia – d. 10 iulie 1945, Milano, Regatul Italiei) a fost un politician italian.